# Maximul dintr-un vector
Algoritmul pentru determinarea maximului dintr-un vector (matrice unidimensională) este folosit pentru a calcula cel mai mare element dintr-un vector nesortat.
Algoritmul inițializează o variabilă cu valoarea primului element, apoi compară restul elementelor cu acea variabilă. Dacă un element din vector e mai mare decât respectiva variabilă, ea preia noua valoare, până se epuizează toate elementele din vector.

## Algoritmul implementat în limbajulC/C++
Acesta este un algoritm care determină cel mai mare întreg dintr-un vector dat. Algoritmul funcționează după același principiu și în cazul unui vector cu elemente de alt tip (caractere, sau cuvinte) fiind necesare modificări la declarare, (și eventual la comparație).
```
   int maxim (int n, int v[]) // n - numărul de elemente din vector / v[] - vectorul de n elemente
   {
       int max=v[0]; // Se inițializează variabila de tip întreg, max, cu primul element al vectorului v[].
       for(int i=1;i<n;i++) // Structura repetitivă de testare al maximului, începând cu al doilea element până la ultimul.
             if(max<v[i]) // Dacă maximul precedent este mai mic decât elementul curent,
                  max=v[i]; // maximul este înlocuit cu noul maxim găsit.
       return max; // Returnează în program maximul găsit.
   }
```